# Isarachnanthus bandanensis
Espèce
Isarachnanthus bandanensis est une espèce de cnidaires de la famille des Arachnactidae.

## Systématique
Le nom valide complet (avec auteur) de ce taxon est Isarachnanthus bandanensis Carlgren, 1924.